# Catholicisme
Cet article concerne une religion. Pour les notions d'Église et d'institutions catholiques, voir Église catholique. Pour l'universalité de l'Église, voir Catholicité. Pour l'aspect historique, voir Histoire de l'Église catholique.
Le catholicisme est l'une des trois principales confessions du christianisme. Il reconnait l'autorité du pape et des évêques en communion avec lui, notamment pour l’établissement de leur doctrine, sa transmission et l’organisation de leur culte. L’Église catholique considère que tout baptisé dans l’Église catholique est catholique, mais elle ne définit pas de critères d’appartenance. Avec plus de 1,4 milliard de membres sur Terre en 2023 selon l'Annuarium Satisticum Ecclesiæ, elle est la première Église chrétienne dans le monde, le christianisme étant également la religion majoritaire au niveau mondial.
L'adjectif « catholique » renvoie au symbole de Nicée et est interprété par l'Église catholique comme signifiant « se situer dans la continuité d’une tradition bimillénaire de recherche d'unité et d’universalité ». Dans le catholicisme la vie chrétienne est marquée par les sacrements : le baptême, la confirmation, l’eucharistie, la réconciliation, le mariage, l'onction des malades, et, pour les diacres, les prêtres et les évêques, l'ordination. Le catholicisme peut être vécu selon divers états de vie et dans une grande diversité de courants et d’organisations qui font tous partie de l’Église catholique. La grande majorité des catholiques font partie de l’Église latine, mais l’Église catholique comprend également 23 Églises catholiques orientales qui ont, entre autres particularités, le droit d’ordonner prêtres des hommes mariés.
Historiquement, l’usage du terme « catholicisme » remonte au XVIe siècle pour marquer la différence avec les confessions protestantes au sein de l’Occident chrétien, mais par anachronisme, l’historiographie catholique utilise ce terme pour désigner le christianisme nicéen du premier millénaire organisé en pentarchie, ce qui, conformément à la doctrine de la foi catholique, fait apparaître l’Église de Rome comme seule continuatrice directe de l’Église primitive.
Selon l’Annuaire pontifical 2021, on dénombrait 1,345 milliard de baptisés dans l'Église catholique à la fin 2019, ce qui représente une augmentation de 117 millions de catholiques par rapport à fin 2012. En effet, fin 2012, il y avait 1,228 milliard de baptisés dans cette Église. Entre fin 2012 et fin 2013, le nombre de catholiques a donc augmenté de 2,12 %. La croissance du nombre de catholiques a tendance à s'accélérer depuis environ 10 ans. Entre 2005 et 2019, la croissance des catholiques a été de 20,6 %, soit une augmentation de 230 millions. Ces baptisés ont des pratiques, des convictions et des engagements religieux extrêmement variables : « un décalage croissant apparaît dans toutes les enquêtes d'opinion entre les croyances ou les prescriptions de l'Église et celles des populations qui se disent catholiques ».
Le catholicisme est présent aujourd'hui dans presque tous les pays du monde, principalement en Europe, en Amérique et en Afrique subsaharienne, beaucoup moins en Asie et dans le monde arabo-musulman. Il enregistre un déclin dans les pays occidentaux et une forte progression en Afrique et en Asie. La croissance du nombre de catholiques dans le monde est légèrement supérieure à celle de la population mondiale. En 1978, le monde comptait environ 18 % de catholiques contre 17 % en 2004, 17,5 % en 2012 et 17,7 % en 2019.
Il existe également plusieurs Églises catholiques indépendantes, en rupture avec le pape.

## Les termes «catholique» et «catholicisme»

### Étymologie

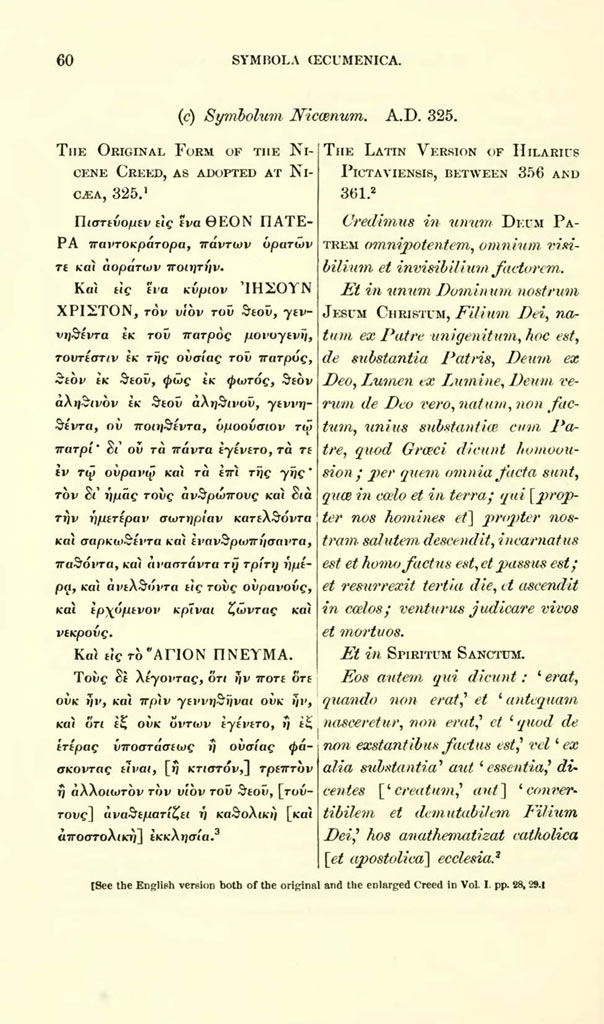
Le symbole de Nicée en grec et en latin.

L'adjectif « catholique » vient du grec καθολικός / katholikós, « général, universel ». Dès les premiers siècles de notre ère, ce mot apparaît chez différents auteurs chrétiens, qui l'emploient pour clarifier ce qu'est une communauté locale en communion avec l’« Église universelle » face à l'émergence de diverses sectes chrétiennes aux christologies spécifiques. Ainsi, au début du IIe siècle, Ignace d'Antioche dénonce les divisions entre chrétiens : « Là où paraît l'évêque, que là soit la communauté, de même que là où est le Christ Jésus, là est l’Église universelle (katholikê ekklêsia) ». Quelques décennies plus tard, Tertullien s'oppose aux dissidences des christianismes hétérodoxes de Marcion ou aux gnostiques, inaugurant la littérature chrétienne dans la langue latine, qui ne dispose cependant pas encore du vocabulaire ajusté pour rendre l'expression grecque de καθολική ἐκκλησία / katholikḗ ekklēsía.
Dans la littérature latine, le grec καθολικός / katholikós n'est pas traduit par son équivalent latin, universalis, mais se trouve directement translittéré en catholicus. Le mot acquiert une extrême importance dès qu'il est intégré dans le symbole de Nicée, qui déclare : « Je crois en l'Église une, sainte, catholique et apostolique ». En latin, la carrière sémantique du terme catholicus reste déterminée par le fait qu'il est créé pour qualifier spécifiquement l'Église.
En français, le terme « catholique » apparaît sous la forme catoliche au XIIIe siècle puis sous la forme catolicque au début du XIVe siècle chez des auteurs comme Philippe de Mézières.

### Évolution du sens après la Réforme
Lors de la Réforme protestante, le christianisme connaît des débats doctrinaux d'où émerge une pluralité confessionnelle. Des traités polémiques publiés vers 1570, notamment ceux de Philippe de Marnix, font que l'adjectif « catholique » identifie désormais une confession chrétienne parmi d'autres. Le substantif « catholicisme », lui, apparaît à la fin du XVIe siècle dans un livre du polémiste catholique Pierre Charron publié en 1595. Le Dictionnaire historique de la langue française signale un emploi du terme remontant à 1598, à la suite de la naissance des confessions protestantes, pour désigner la religion des chrétiens en communion avec le pape et les évêques. C'est alors un synonyme rare de « catholicité », au sens de « conforme à la doctrine catholique ».

### Ambiguïtés
Cependant, le terme « catholicité » renvoie aussi à l'universalité de l'Église et de la foi nonobstant la diversité des confessions chrétiennes ; en ce sens, la catholicité est a-confessionnelle. Au contraire, le terme « catholicisme » renvoie à la pluralité confessionnelle en désignant une de ces confessions. Le paradoxe est que « catholique » signifie « universel », tandis que ce terme et ses dérivés commencent à être appliqués à cette réalité lorsque son universalité commence à être contestée.
Cet usage ne s'impose cependant pas sans difficulté parmi les catholiques. Le cardinal Jacques du Perron, qui répondait aux arguments du roi Jacques Ier d'Angleterre selon lequel l'Église anglicane était catholique tandis que celle de Rome ne l'était pas, estimait que le nom de « catholique » ne pouvait pas être celui d'une religion particulière : « Le nom de catholique n'est pas un nom de simple créance mais un nom de communion. » Selon Michel Despland, « le rejet romain de la théorie de la religion s'explique facilement. Parler de religion, c'est utiliser un mot qui accepte l'article indéfini : c'est commencer à voir l'Église catholique comme une religion. […] Jusqu'à la fin du XVIIIe siècle, la théologie catholique officielle laisse donc entièrement de côté la problématique de la religion devenue si visible au cours du XVIe siècle. Les catholiques français commencent à s'y intéresser de nouveau à partir de la deuxième moitié du XVIIe siècle ». Le mot « catholicisme » ne devient courant qu'à la suite de son usage durant la Révolution française pour désigner l'Église catholique. Par la suite, les catholiques finiront par considérer assez largement qu'ils ont une religion parmi d'autres.
Le terme de « catholicisme » est donc utilisé tant par les « catholiques » qui se sont construit une identité confessionnelle sous ce nom, que par ceux qui ont besoin d'un mot pour les désigner de l'extérieur. Le catholicisme est donc paradoxalement la confession de ceux qui considèrent (ou devraient considérer) qu'être catholique implique de ne pas faire partie de la pluralité des confessions.
Le mot « catholicisme » peut aussi désigner la façon que l'on a de comprendre la doctrine catholique ou l'exposé systématique de la foi catholique. C'est en ce sens que le terme est employé comme titre d'un essai d'Henri de Lubac, ou bien comme titre du dictionnaire encyclopédique Catholicisme.

## L'Église catholique

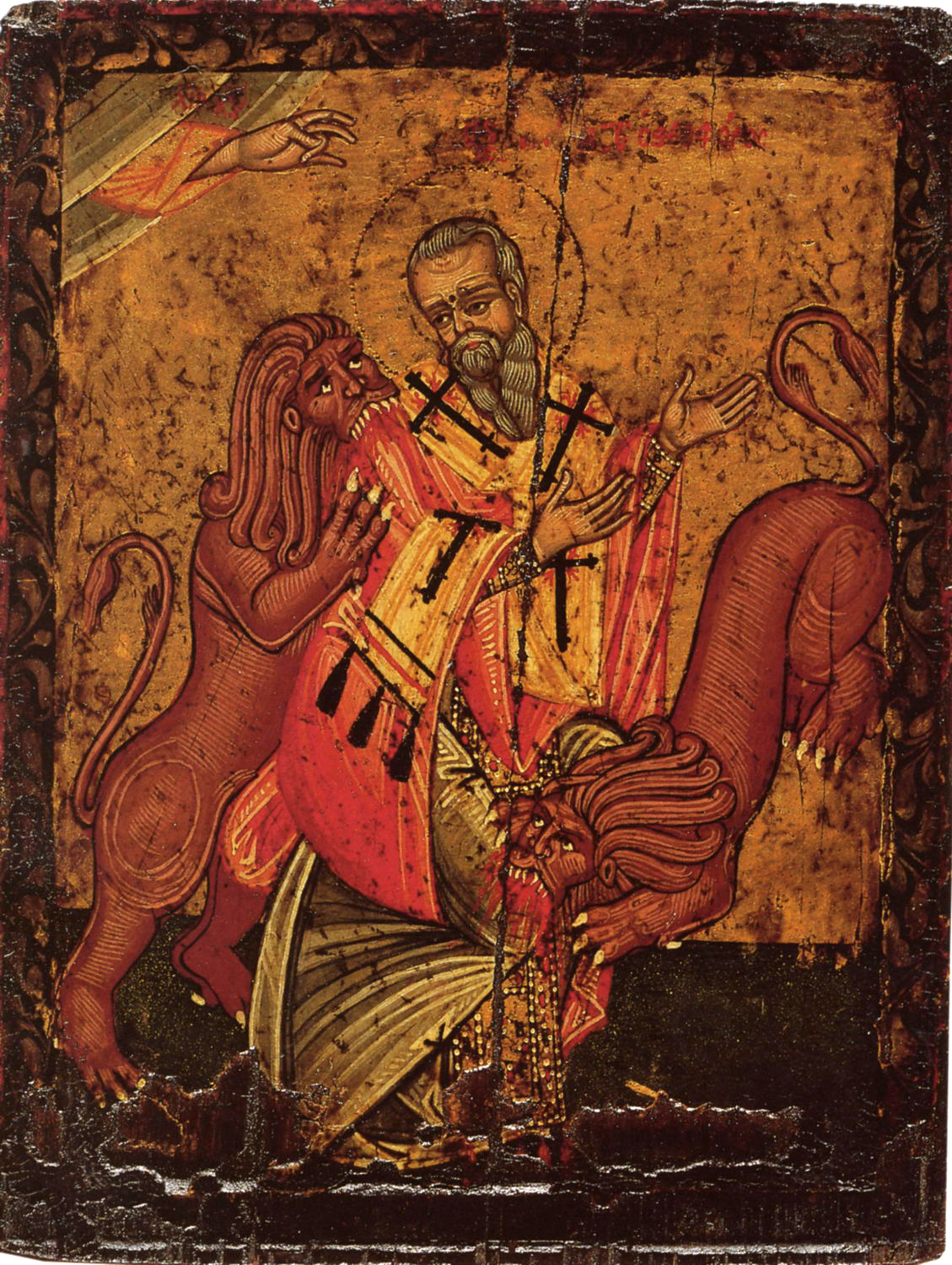
C'est dans la Lettre aux Smyrniotes d'Ignace d'Antioche (v. 100) qu'apparaît pour la première fois l'expression « Église catholique » dans le sens d'« universelle »,. Icône russe du XVIIe siècle, musée Pouchkine.

L'usage commun est de considérer l'Église catholique ou le catholicisme comme une confession, mais les textes de l'institution concernée ne donnent guère d'éléments qui permettraient d'affirmer qu'elle a telle ou telle désignation officielle. Dans les textes des évêques ou du pape, le terme le plus courant est celui d'« Église », sans autre précision : le mot « Église » n'y vise pas seulement une institution mais aussi un objet de foi. Dans la « communication tous publics » (revues, sites internet des diocèses, livres…), lorsqu'il n'est pas tout simplement question de l'« Église », c'est l'expression « Église catholique » qui est généralement employée.
Les textes officiels du Saint-Siège utilisent, selon le contexte, l'expression « Église catholique » ou bien parlent de « l'Église » tout court. Sur le rapport entre Église et Église catholique, la constitution conciliaire Lumen Gentium indique que : « l’unique Église du Christ, dont nous professons dans le symbole l’unité, la sainteté, la catholicité et l’apostolicité, cette Église que notre Sauveur, après sa résurrection, remit à Pierre pour qu’il en soit le pasteur […]. Cette Église comme société constituée et organisée en ce monde, c’est dans l’Église catholique qu’elle subsiste, gouvernée par le successeur de Pierre et les évêques qui sont en communion avec lui, bien que des éléments nombreux de sanctification et de vérité se trouvent hors de sa sphère, éléments qui, appartenant proprement par le don de Dieu à l’Église du Christ, portent par eux-mêmes à l’unité catholique ».
L'expression « Église catholique » apparaît aussi dans les documents liés au dialogue interreligieux, notamment dans Nostra Ætate, la déclaration du concile Vatican II sur les rapports du catholicisme avec les autres religions, ainsi que dans Unitatis Redintegratio, un décret de Paul VI sur l'œcuménisme. Il en va de même pour l'intitulé du Catéchisme de l'Église catholique. Dans le Code de droit canonique de 1983, 20 canons utilisent l'expression « Église catholique ».

## Théologie et doctrine
L’Église catholique professe que Dieu se révèle par le témoignage donné par la personne de Jésus-Christ : « Je suis le chemin, la Vérité et la Vie » et par l'inspiration du Saint-Esprit : « Quand deux ou trois se réunissent en mon nom, je suis au milieu d'eux ».

### La double source de la foi

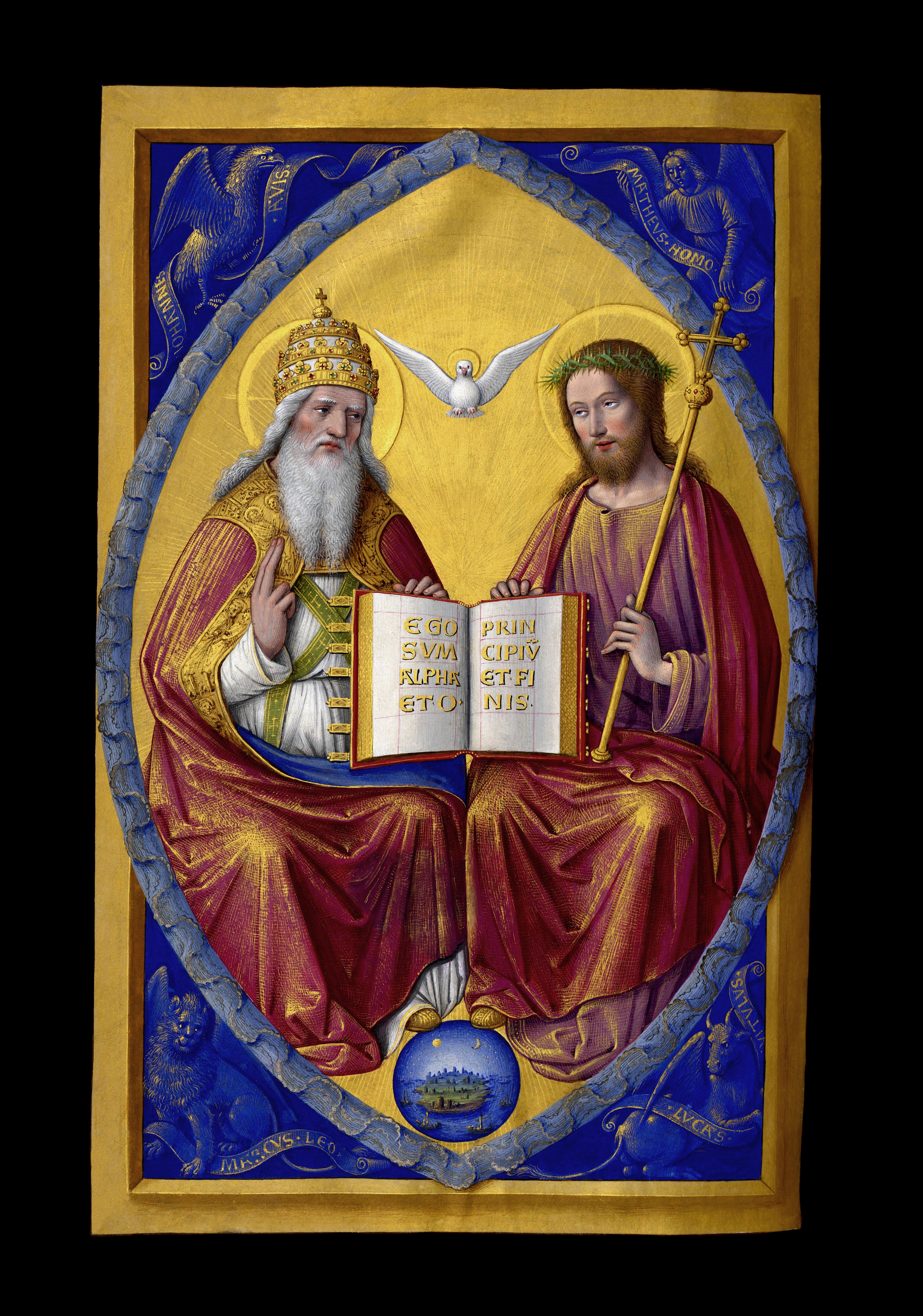
La Trinité, miniature, Les Grandes Heures d'Anne de Bretagne illustrées par Jean Bourdichon.

L’accès à cette révélation dépend d'une double source : les Écritures et la Tradition : « l'une et l'autre doivent être reçues et vénérées avec égal sentiment d'amour et de respect ». L'ensemble que forment les Écritures et la Tradition se nomme le « dépôt de la foi ».
Le concile Vatican II réaffirme que la Tradition explique les Écritures. Les deux aspects sont intimement liés :

« La sainte Tradition et la Sainte Écriture constituent un unique dépôt sacré de la parole de Dieu, confié à l'Église ; […] Il est donc clair que la sainte Tradition, la sainte Écriture et le magistère de l'Église, par une très sage disposition de Dieu, sont tellement reliés et solidaires entre eux qu'aucune de ces réalités ne subsiste sans les autres, et que toutes ensemble, chacune à sa façon, sous l'action du seul Esprit Saint, contribuent efficacement au salut des âmes. »

— Vatican II, constitution dogmatique Dei Verbum sur la révélation divine, §10, .

#### Les Écritures
Les Écritures saintes du catholicisme comprennent plusieurs textes répartis en deux parties.
Le livre de la Première Alliance (l'Ancien Testament) réunit des textes religieux juifs antérieurs à Jésus de Nazareth ; soit la Bible hébraïque. Pour le catholicisme, les « Écritures » de la Bible, en tant que parole humaine inspirée divinement, expriment la « Parole de Dieu ».
Le livre de la Nouvelle Alliance (le Nouveau Testament) réunit 27 textes : les quatre Évangiles, les Épîtres, les Actes des Apôtres et l'Apocalypse, rédigés postérieurement à la vie de Jésus-Christ.
Ces deux livres ou testaments constituent la Bible chrétienne.

#### La Tradition
La Tradition selon l'Église catholique comprend :
- la tradition proprement apostolique qui remonte aux apôtres contemporains de Jésus-Christ ;
- la tradition ecclésiastique ou interprétative qui jouit — quand elle est unanime — du privilège de l'infaillibilité ;
- les enseignements des Pères et docteurs de l’Église ;
- le Magistère de l'Église (conciles œcuméniques, pontifes romains) qui bénéficie lui aussi du charisme de l'infaillibilité quand il se prononce d'une manière définitive en matière de foi ou de principes moraux ;
- la liturgie (lex orandi, lex credendi).

### Le dogme ou le symbole de la foi

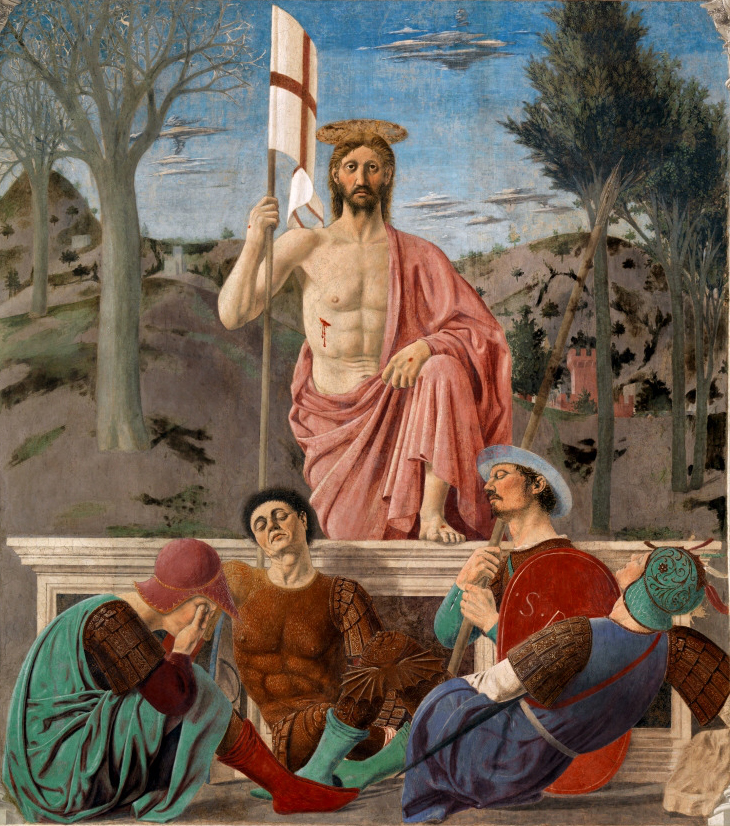
La Résurrection (Piero della Francesca).

Les professions de foi ont un rôle non seulement doctrinal mais aussi mystique et liturgique. Par elles, les catholiques expriment leur confiance (foi) en Dieu et réaffirment les grands « mystères » de la foi chrétienne :
- la Trinité : un Dieu unique en trois personnes distinctes ;
- l’Incarnation : Jésus, vrai Dieu et vrai homme, né de Marie ;
- la Rédemption : Jésus apporte le salut par sa mort sur la croix et sa résurrection.

L’adhésion à ces textes est une condition nécessaire pour faire partie de l’Église catholique. Non seulement ils sont étudiés (dans le Catéchisme de l'Église catholique) mais ils sont aussi repris par les catholiques lors de leur baptême et de leur confirmation et redits à chaque messe.

### Vie chrétienne
Dans le catholicisme, la vie chrétienne est marquée par les sacrements, eux-mêmes indissociables de la liturgie : le baptême, la confirmation, l'Eucharistie, la réconciliation, le mariage, l'onction des malades, et pour les diacres, les prêtres et les évêques, l'ordination.
Le catholicisme peut être vécu selon divers état de vie : laïc, consacré, ordonné, et dans une grande diversité de courants et d'organisations. Pour nombre de catholiques, le principal lieu de vie chrétienne est la paroisse ; celle-ci étant une portion du territoire d'un diocèse. Il existe au sein des paroisses de nombreuses associations ou mouvements établis de façon plus ou moins formelle. Certains de ces mouvements sont internationaux tels que Caritas Internationalis, les mouvements d'action catholique, les équipes Saint-Vincent, etc. Récemment, se sont développées les communautés nouvelles. Des centaines d'ordres religieux jouent un rôle important comptant de quelques dizaines de membres à plusieurs milliers.
L'enseignement catholique, grâce à ses nombreuses écoles et universités tenues par des laïcs ou des religieux, fait partie des aspects les plus visibles du catholicisme actuel.

### Relations avec les autres religions
Concernant ses relations avec le judaïsme, l'Église catholique est revenue sur certaines positions. Celles des premiers siècles liées au supersessionisme ne sont plus de mise. Rome a pensé qu'un renouvellement théologique était nécessaire dans ce domaine. Celui-ci est en cours depuis l'après-guerre et le concile Vatican II notamment avec la déclaration Nostra Ætate de 1965 sur les relations avec les autres religions.
Entamée au cours des années 1990, la repentance de l'Église catholique a conduit à la publication de documents officiels comme cette réflexion sur l'antijudaïsme, voire l'antisémitisme, qui ont marqué une partie de son histoire :

« Nous regrettons profondément les erreurs et les fautes de ces fils et filles de l’Église. Nous faisons nôtres les paroles de la déclaration Nostra Ætate du deuxième concile du Vatican qui affirme sans équivoque : « L’Église […] ne pouvant oublier le patrimoine qu’elle a en commun avec les juifs, et poussée, non pas par des motifs politiques, mais par la charité religieuse de l’Évangile, déplore les haines, les persécutions et toutes les manifestations d’antisémitisme, qui, quels que soient leur époque et leurs auteurs, ont été dirigées contre les juifs ». »

## La diversité du catholicisme

### Sens et portée du concile Vatican II

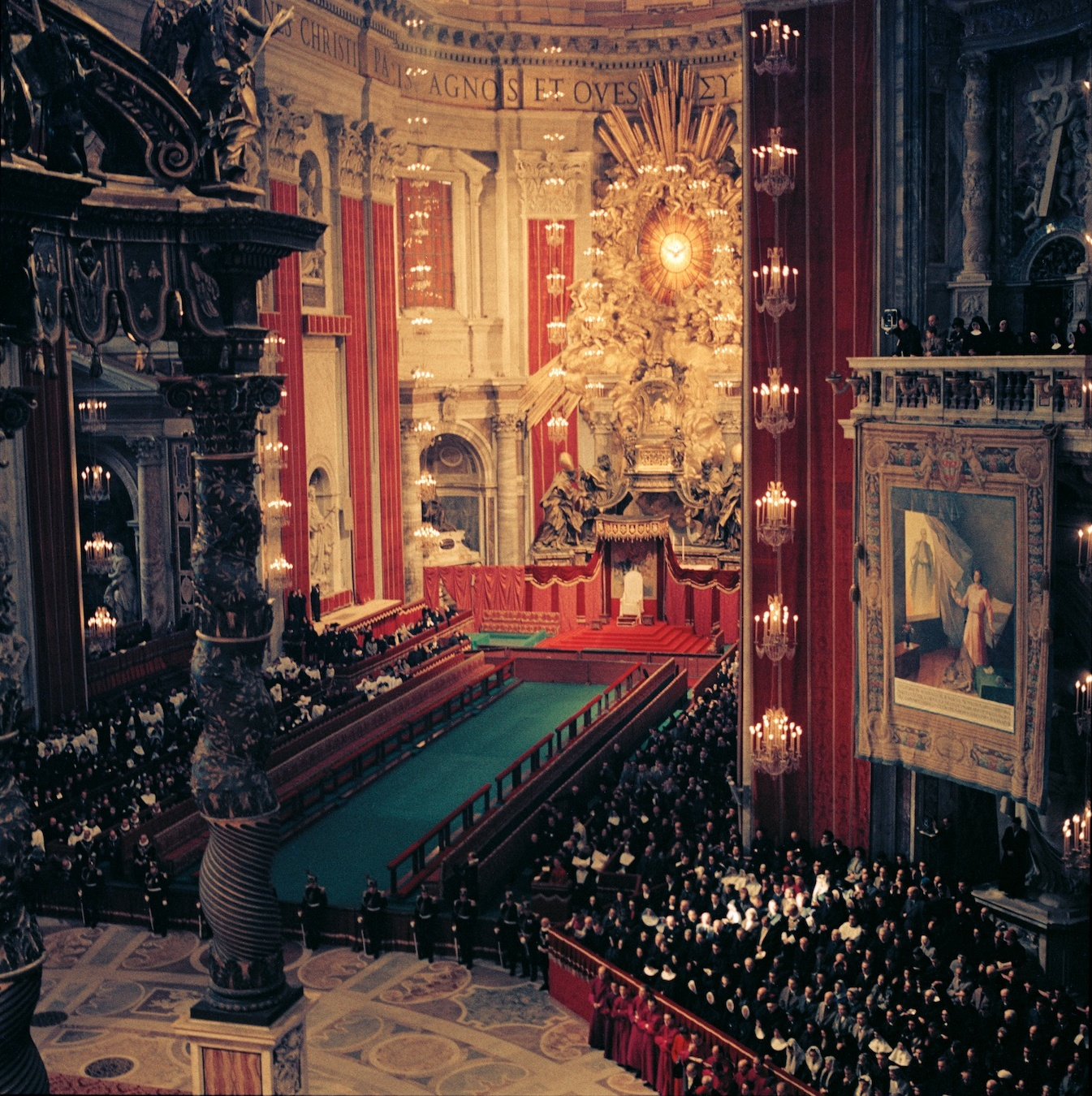
Le concile Vatican II photographié par Lothar Wolleh.

Au lendemain du concile Vatican II, deux courants de contestation opposés se mettent en place. Dès la fin des années 1960, le débat s'engage sur la notion de « crise de l'Église ».
Alors qu'un courant traditionaliste refuse les conclusions du concile, un courant « réformateur » et « progressiste » estime au contraire que sa mise en œuvre reste insuffisante.

### Tension entre «tradition» et «modernité»
Les changements apportés à la messe après Vatican II ont suscité des réactions variées. Certains ont cessé toute pratique religieuse, accentuant une tendance à la déchristianisation constatée depuis plusieurs décennies par les observateurs, tandis que d'autres ont essayé de maintenir l'ancienne liturgie. Ceux-ci ont constitué la base des groupes catholiques traditionalistes d'aujourd'hui, dont la Fraternité Saint-Pie-X, qui considèrent que les réformes de Vatican II sont allées trop loin. En sens inverse, les catholiques dits « libéraux » forment un autre groupe qui estime que les réformes du Vatican II ne sont pas allées assez loin. Les déclarations de théologiens tels que Hans Küng et Charles Curran ont conduit l'Église à leur retirer l'autorisation d'enseigner en tant que catholiques. Toujours est-il que la grande majorité des catholiques ont accepté les réformes de Vatican II de plus ou moins bonne grâce. En 2007, le motu proprio Summorum Pontificum de Benoît XVI a rétabli la messe tridentine en tant qu'option, à célébrer à la demande des fidèles, initiative qui a été abrogée en 2021 par le motu proprio Traditionis custodes du pape François.

## Catholicisme et société

### Catholicisme social
Les catholiques interviennent en matière sociale. Cette question a fait l'objet d'une synthèse systématique et exhaustive en 2004, sous la forme d'un Compendium de la doctrine sociale de l'Église, rédigé par le cardinal Martino, président du Conseil pontifical Justice et Paix.

### Théologie de la libération
Dans le mouvement de la Théologie de la libération, les catholiques progressistes s'éloignent d'un catholicisme conservateur, au profit d'une voie dans laquelle l’action politique apparaît comme une exigence de l'engagement religieux dans la lutte contre la pauvreté. Théorisé à partir de 1972 par Gustavo Gutiérrez Merino, ce mouvement prône la libération des peuples et entend renouer avec la tradition chrétienne de la solidarité. Ce courant latino-américain, essentiellement composé de dominicains et de jésuites, est accusé par ses détracteurs d'être d'inspiration marxiste et ses théologiens sont souvent en délicatesse avec le Dicastère pour la Doctrine de la Foi (ex-Congrégation pour la doctrine de la foi), à l'instar de Jon Sobrino.

### Mouvements charismatiques
C'est en 1967 qu'apparaît aux États-Unis le Renouveau charismatique catholique, inspiré par les mouvements pentecôtistes américains. Des communautés sont nées, appelées « charismatiques » parce qu'elles revendiquent « le don accordé par Dieu à une ou plusieurs personnes, comme un don de guérison, de « parler en langues ». Des familles, des célibataires, prêtres et laïcs consacrés en font partie. Jean-Paul II a reconnu ce mouvement nouveau au sein de l'Église notamment dans l'exhortation apostolique Christifideles Laïci.

### Nouvelle évangélisation
La nouvelle évangélisation est l'une des priorités de l'Église depuis le pontificat de Jean-Paul II, qui a instauré le concept de « nouvelle évangélisation » ou « réévangélisation ». Elle se différencie de l'évangélisation traditionnelle du fait de ses modalités mais également par le public qu'elle veut atteindre : les pays de vieille tradition chrétienne, c'est-à-dire principalement l'Europe et l'Amérique.
Un Conseil pontifical pour la promotion de la nouvelle évangélisation fut créé en 2010 par Benoît XVI.

## Diversités géographiques et culturelles

### Le catholicisme dans le monde
Graphique : estimations par continent, exprimées en millions de catholiques, de 1978 à 2004.

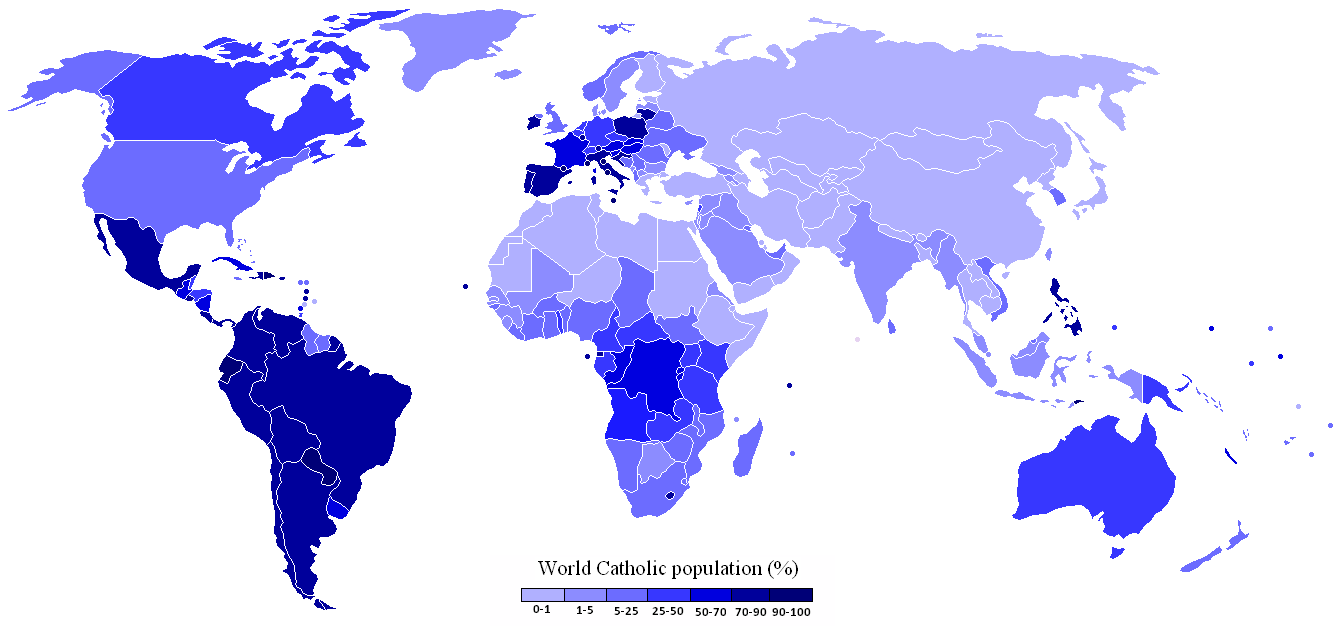
Pourcentage de catholiques dans le monde en 2018.

### Le catholicisme comme objet d'étude
Le catholicisme est une religion, ce qui, en sociologie, peut être appréhendé comme un « ensemble de pratiques et de croyances ». Cependant, les études sociologiques ou des sciences des religions sur le catholicisme restent très rares, pour ainsi dire inexistantes si l'on compare avec ce qui se fait pour d'autres religions.
En 2012, dans Catholicisme en tensions, Danièle Hervieu-Léger déplore que « trop peu de jeunes chercheurs, intéressés pourtant à la sociologie des faits religieux contemporains, s'engagent dans cet inépuisable champ de recherche ». Elle propose aussi une explication à ce manque d'intérêt : « Le sentiment de bizarrerie qu'inspire l'objet catholicisme - banal, vaguement familier, peuplé éventuellement de quelques références et souvenirs lointains, et, en même temps, étranger, exotique, ou plutôt saugrenu - explique, sans doute pour une part, cette absence d'attrait ».
Par contraste avec la sociologie, il existe de très nombreuses études historiques, littéraires, théologiques ou philosophiques sur le catholicisme ou l'Église catholique.
Si, jusque dans les années 1980, il ne semblait guère douteux que l'on puisse décrire objectivement et scientifiquement une religion comme un objet qui s'offre tel quel à l'observation et aux mesures, il n'en va plus de même aujourd'hui. L'impossibilité qu'ont les chercheurs de s'accorder sur ce qu'est une religion, comme celle de décrire de façon exhaustive ce que serait le système de pensée d'une religion, ont été maintes fois relevées.
Ces difficultés théoriques ont entraîné davantage de circonspection quant à la possibilité de définir ce que serait essentiellement le catholicisme. Des études mettent ainsi davantage l'accent sur la diversité du phénomène que l'on tente d'appréhender sous ce nom, tandis que pour ce qui est de la description du catholicisme comme d'une doctrine ou d'un système de pensée, on insiste sur le fait que l'on peut sans doute identifier des « accentuations », caractéristiques ou « éléments constitutifs » de la pensée catholique, mais sans décrire more geometricos un « système catholique » en sa totalité.